# Myrmotherula ignota
A Myrmotherula ignota a madarak osztályának verébalakúak (Passeriformes) rendjébe és a hangyászmadárfélék (Thamnophilidae) családjába tartozó faj.

## Rendszerezése
A fajt Ludlow Griscom amerikai ornitológus írta le 1929-ben, a Myrmotherula brachyura alfajaként Myrmotherula brachyura ignota néven.

## Alfajai
- Myrmotherula ignota ignota Griscom, 1929
- Myrmotherula ignota obscura Zimmer, 1932[2]

## Előfordulása
Panama, Brazília, Kolumbia, Ecuador és Peru területén honos. Természetes élőhelyei a szubtrópusi vagy trópusi síkvidéki esőerdők, mocsári erdők, folyók és patakok környéke. Állandó, nem vonuló faj.

## Megjelenése
Testhossza 8 centiméter.

## Életmódja
Kevésbé ismert, valószínűleg rovarokkal táplálkozik.

## Természetvédelmi helyzete
Az elterjedési területe rendkívül nagy, egyedszáma viszont csökken, de még nem éri el a kritikus szintet. A Természetvédelmi Világszövetség Vörös listáján nem fenyegetett fajként szerepel.